# Peter Prahl

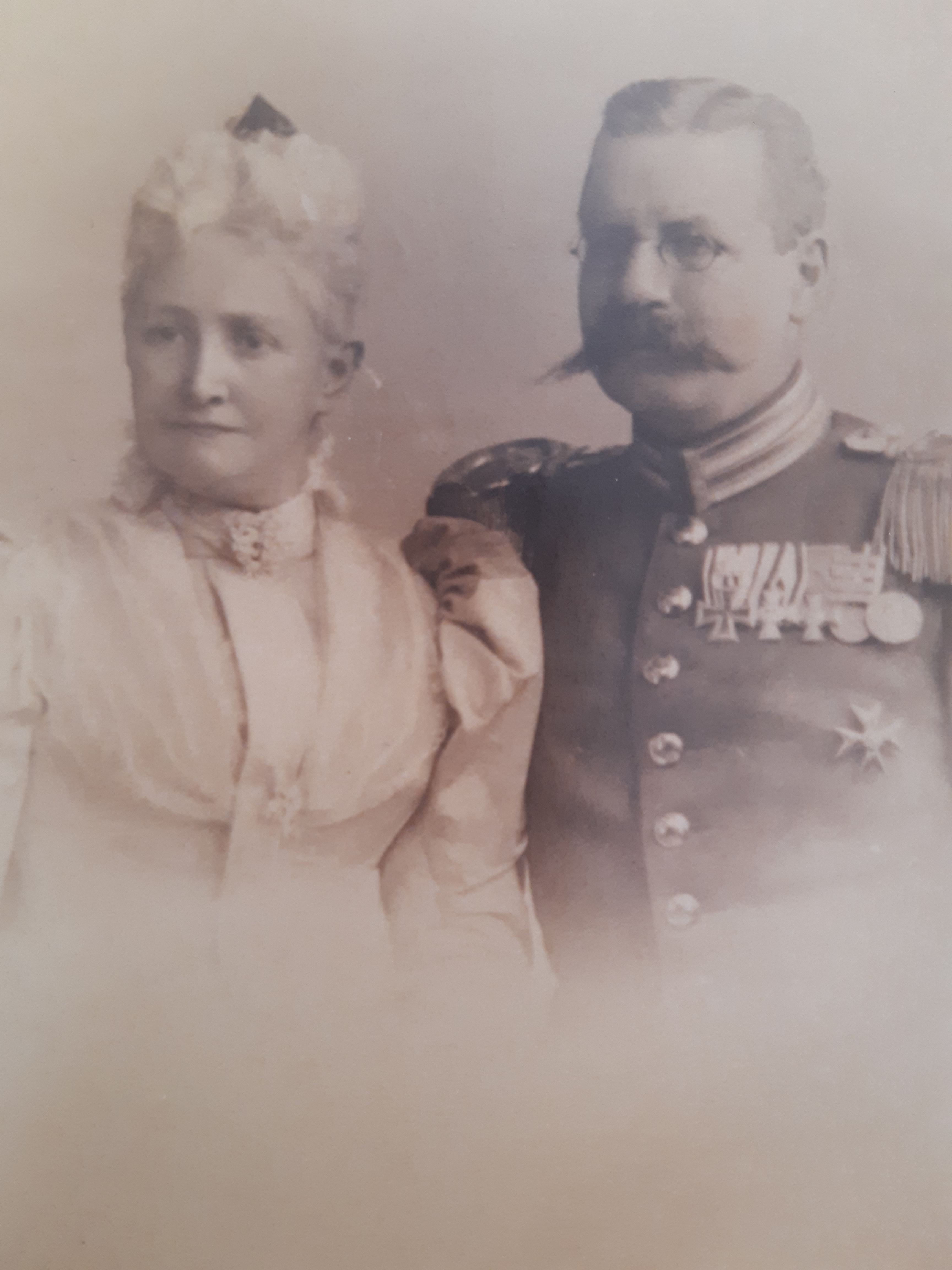
Peter Prahl und seine Ehefrau Nicoline Helene, geb. Nissen

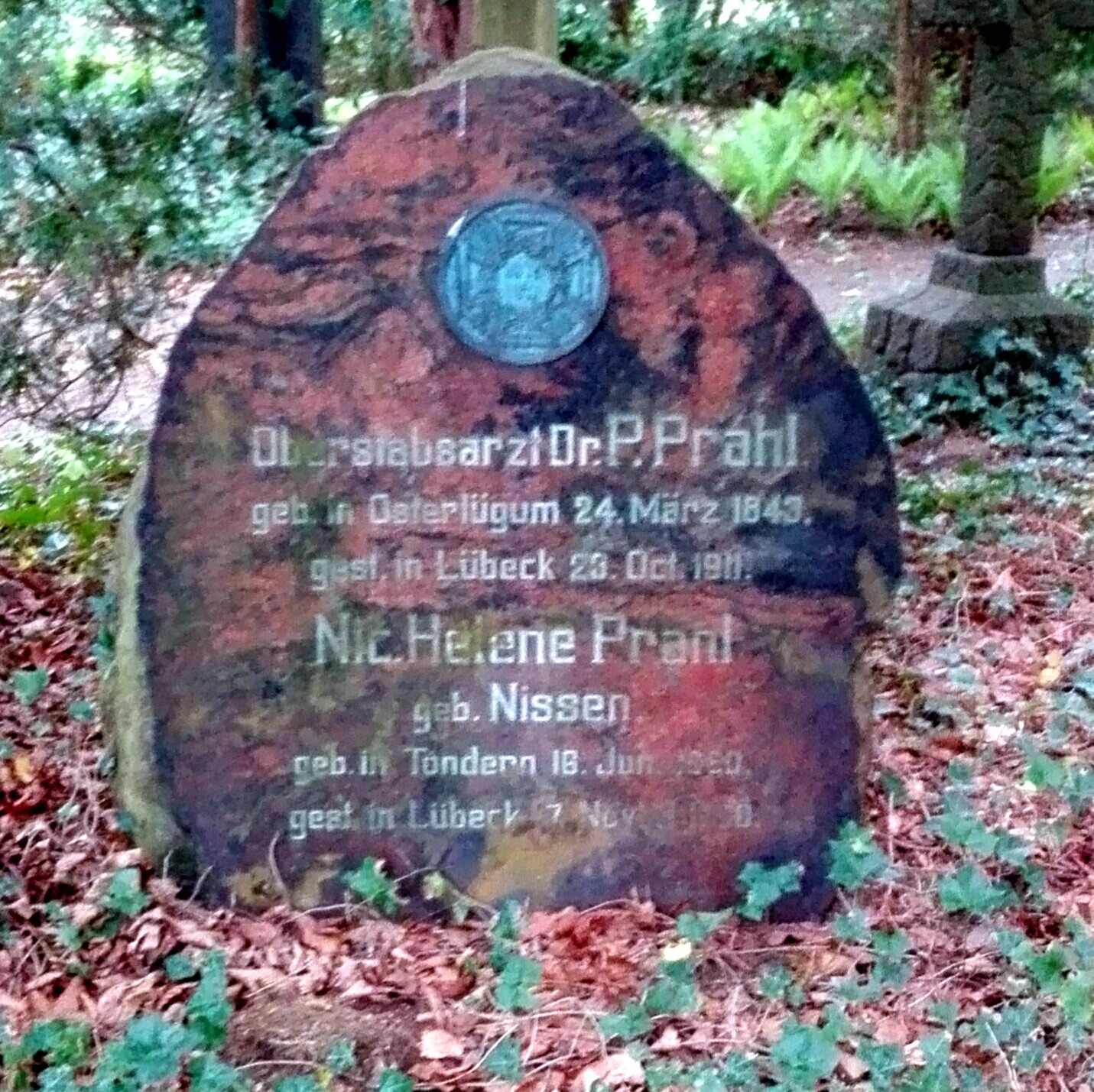
Grabstein Peter Prahls auf dem Burgtorfriedhof (2018)

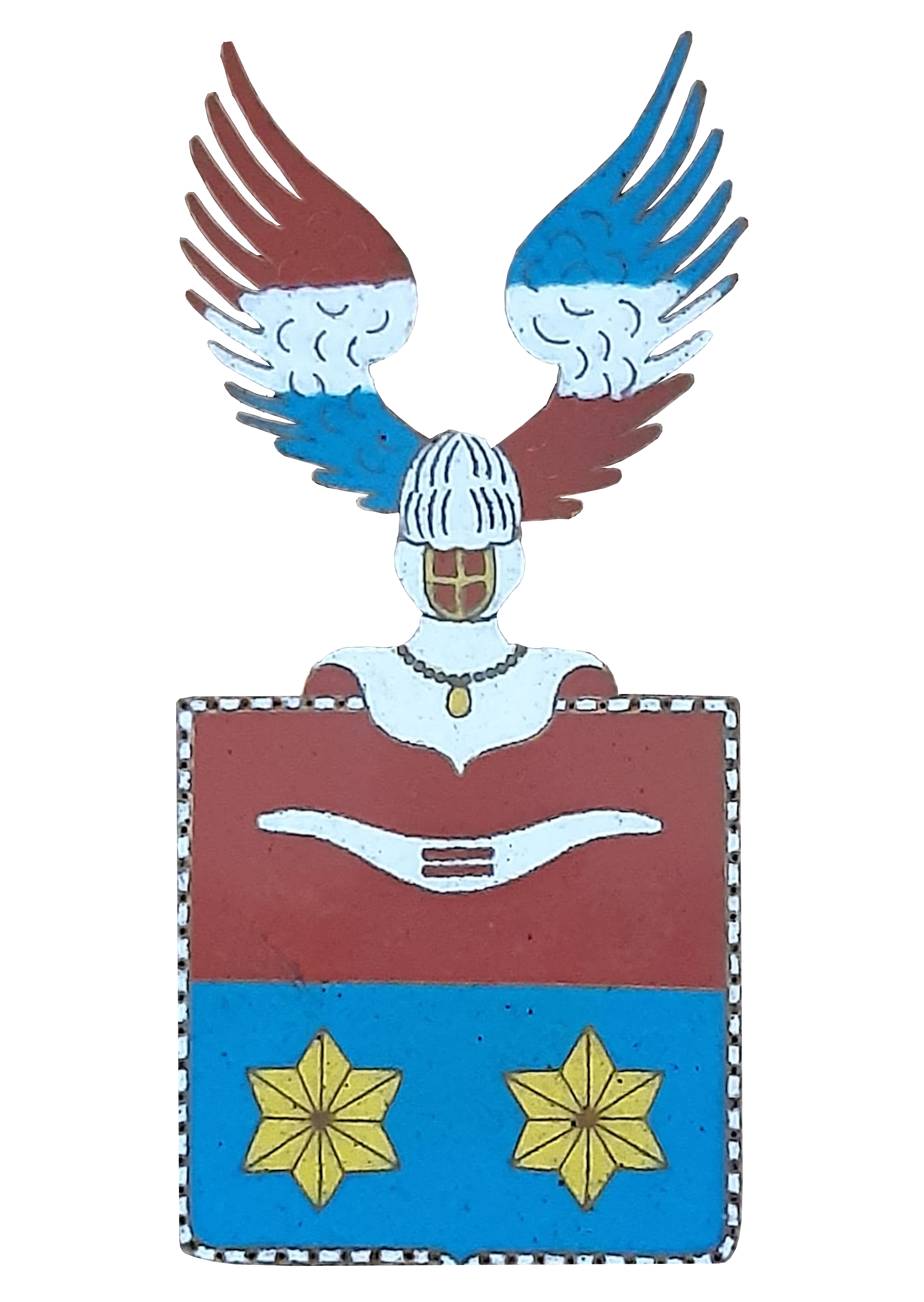
Amtswappen des Pastorengeschlechts Prahl von ca. 1850

Peter Prahl (* 24. März 1843 in Osterlügum, Herzogtum Schleswig; † 23. Oktober 1911 in Lübeck) war ein deutscher Sanitätsoffizier und Botaniker. Er befasste sich vor allem mit Bryologie (Moospflanzen). Sein Autorenkürzel der Botaniker und Mykologen lautet „Prahl“.

## Leben
Peter Prahl entstammte einem schleswigschen Pastorengeschlecht. Er war ein Sohn des Osterlügumers Pastors Hans Peter Prahl (1808–1869). Anfang 1850 wurde sein Vater, nun Propst in Hadersleben, wegen seiner Teilnahme an der Schleswig-Holsteinischen Erhebung entlassen und des Landes verwiesen. Deshalb zog die Familie nach Wetzlar, wo Peter Prahl das Königliche Gymnasium besuchte. Nach dem Abitur trat er am 21. Oktober 1863 in das  Medicinisch-chirurgische Friedrich-Wilhelm-Institut zur Ausbildung von Militärärzten in Berlin, die spätere Kaiser-Wilhelm-Akademie ein. Am 6. August 1867 wurde er mit einer Dissertation über Perlgeschwülste am Felsenbein zum Dr. med. et chir. promoviert. Anschließend begann er als Unterarzt seinen Dienst in der Charité in Berlin.

### Sanitätsoffizier
Im folgenden Jahr wurde er Militärarzt beim Kaiser Franz Garde-Grenadier-Regiment Nr. 2. 1869 kam er als Assistenzarzt zum Dragoner-Regiment Nr. 6. Nach seiner Teilnahme am Deutsch-Französischen Krieg erfolgte 1871 seine Versetzung zum Schleswig-Holsteinischen Dragoner-Regiment Nr. 13 in Flensburg. 1873 wurde er zum Assistenzarzt 1. Klasse befördert. Ab 1876 war er Stabsarzt beim Infanterie-Regiment „von Manstein“ (Schleswigsches) Nr. 84 und ab 1879 Bataillonsarzt des Füsilierbataillons im Infanterie-Regiment „Herzog von Holstein“ (Holsteinisches) Nr. 85. 1888 wurde er Oberstabsarzt im Füsilier-Regiment „Königin Viktoria von Schweden“ (Pommersches) Nr. 34 und 1890 im Husaren-Regiment „Königin Wilhelmina der Niederlande“ (Hannoversches) Nr. 15 in Wandsbek. Seine letzte Dienststellung war ab 1892 Regimentsarzt beim Großherzoglich Mecklenburgischen Füsilier Regiment Nr. 90 in Rostock. Seit 1893 Oberstabsarzt 1. Klasse, wurde ihm Anfang 1900 sein Abschied bewilligt.
Seinen Ruhestand verlebte er in Lübeck.

### Botaniker
Als die Familie nach dem Deutsch-Dänischen Krieg 1864 nach Nordschleswig zurückkehren konnte, begann Peter Prahl mit seinen botanischen Beobachtungen, die er in den folgenden Jahren während der Universitätsferien fortsetzte. Während seiner Zeit als Militärarzt in Hadersleben und Flensburg dehnte er seinen Beobachtungen über den größten Teil des Landesteils Schleswig aus, während er Holstein erst in späteren Jahren gründlicher untersuchen konnte. 1876 veröffentlichte er eine erste Übersicht über Schleswigsche Laubmoose. Seine Versetzung nach Kiel 1879 ermöglichte ihm, das im botanischen Institut der Christian-Albrechts-Universität geführte Provinzialherbar durchzuarbeiten, das vor allem Ernst Ferdinand Nolte aufgebaut hatte.
1886 rief er zur Mitarbeit an einem umfassenden Inventar der Flora Schleswig-Holsteins auf. Dies war ein Plan, den schon Nolte und Lars Hansen hatten. Seine wichtigsten Mitarbeiter an diesem Projekt wurden Rudolf von Fischer-Benzon und Ernst Krause. Der erste Band des Werks Kritische Flora der Provinz Schleswig-Holstein, des angrenzenden Gebiets der Hansestädte Hamburg und Lübeck und des Fürstenthums Lübeck erschien 1888, ein zweiter 1890. Der erste Band mit Schul- und Exkursionsflora erlebte mehrere Auflagen. Die vierte Auflage konnte Prahl 1907 noch selbst herausbringen; die fünfte, ein Beweis für des Werkes praktische Brauchbarkeit, wurde von Paul Junge 1913 herausgegeben.

### Ehe und Familie
Prahl heiratete 1872 in Hadersleben Nicoline Helene geb. Nissen (* 16. Juni 1850 in Tondern; † 1920 in Lübeck), eine Schwester des Malers Anton Nissen. Der Sohn (Hans Bodo) Ernst Prahl (* 1876 in Hadersleben; † 1931 in Blankenburg (Harz)) wurde ebenfalls Sanitätsoffizier. Nach dem Besuch der Kaiser-Wilhelm-Akademie in Berlin, wo er 1902 promoviert wurde, ging er 1906 als Marine-Stabsarzt nach China. 1914 war er Oberstabsarzt auf der Kaiserlichen Yacht Hohenzollern.

## Ehrungen
- Eisernes Kreuz am weißen Bande
- Königlicher Kronen-Orden (Preußen), 3. Klasse (1898)
- Roter Adlerorden, 4. Klasse (1895)

## Werke
- (Hg.): Kritische Flora der Provinz Schleswig-Holstein, des angrenzenden Gebiets der Hansestädte Hamburg und Lübeck und des Fürstenthums Lübeck. Unter Mitwirkung von R. von Fischer-Benzon und E.H.L. Krause.

Band 1: Teil 1: Schul- und Exkursionsflora. Kiel 1888 (Digitalisat, Biodiversity Library)
Band 2: Teil 2:  1. Geschichte der floristischen Erforschung des Gebiets; 2. Kritische Aufzählung und Besprechung der im Gebiete beobachteten oder aus demselben angegebenen Gefäßpflanzen und ihrer Formen. Kiel 1890 (Digitalisat, HathiTrust)